# Marpessa Dawn
Marpessa Dawn (Pittsburgh, 3 de enero de 1934-París, 25 de agosto de 2008) fue una actriz y cantante estadounidense, reconocida principalmente por su papel en la película Orfeo negro (1959). Dawn falleció el 25 de agosto de 2008 en París a los 74 años.

## Filmografía

### Cine y televisión
| Año  | Título                           | Papel              | Notas      |
| ---- | -------------------------------- | ------------------ | ---------- |
| 1957 | Élisa                            | La négresse        |            |
| 1958 | The Woman Eater                  | Nativa             |            |
| 1959 | Black Orpheus                    | Eurídice           |            |
| 1961 | El secreto de los hombres azules | Malika             |            |
| 1963 | Canzoni nel mondo                | Ella misma         |            |
| 1966 | Au théâtre ce soir               | Maestra de francés | 1 episodio |
| 1970 | Le Bal du Comte d'Orgel          | Marie              |            |
| 1971 | Traîté du rossignol              | Mujer del tren     |            |
| 1973 | Bel ordure                       | Prostituta         |            |
| 1974 | Sweet Movie                      | Mama Communa       |            |
| 1995 | Sept En Attente                  |                    |            |